# Victoriano Zorrilla
Pour les articles homonymes, voir Zorrilla.
Victoriano Alberto Zorrilla surnommé El Zorrilla de Oro, né le 6 avril 1906 à Rosario (Argentine) et mort le 23 avril 1986 à Miami (États-Unis), est un nageur argentin.
Il fut le premier champion olympique sud-américain, devenant l'un des personnages symboliques de l'histoire de la natation en Argentine.

## Biographie
Lors des Jeux olympiques d'Amsterdam, en 1928, Victoriano Zorrilla se trouva opposé en finale du 400 m nage libre à des stars de la discipline comme l'Australien Andrew Charlton ou le Suédois Arne Borg, qui étaient les grands favoris de l'épreuve. Et, c'est pourtant le jeune Argentin de 22 ans qui s'imposa, dans le temps de 5 min 1 s 6.
En 1976, il fut admis dans le International Swimming Hall of Fame (Temple de la Renommée de la natation), créé en 1965 à Fort Lauderdale, en Floride par l'ancien champion olympique et acteur Johnny Weissmüller.

### Palmarès
- Jeux olympiques
  -  Médaille d'or sur 400 m nage libre lors des Jeux olympiques d'été de 1928 à  Amsterdam  Pays-Bas